# Swarna Dwipa
Swarna Dwipa is een bestuurslaag in het regentschap Muara Enim van de provincie Zuid-Sumatra, Indonesië. Swarna Dwipa telt 681 inwoners (volkstelling 2010).